# Still Going Strong
Still Going Strong es el undécimo álbum de estudio de la banda de heavy metal canadiense Anvil, publicado el 26 de agosto de 2002.

## Lista de canciones
Todas las canciones escritas y compuestas por Anvil. 
| N.º | Título                       | Duración |  |
| 1.  | «Race Against Time»          | 4:36     |  |
| 2.  | «In Hell»                    | 4:20     |  |
| 3.  | «Holy Wood»                  | 3:29     |  |
| 4.  | «Still Going Strong»         | 3:42     |  |
| 5.  | «Don't Ask Me»               | 4:40     |  |
| 6.  | «Waiting»                    | 4:27     |  |
| 7.  | «White Rhino» (instrumental) | 5:20     |  |
| 8.  | «What I'm About»             | 4:39     |  |
| 9.  | «Sativa»                     | 3:12     |  |
| 10. | «Defiant»                    | 4:04     |  |

## Créditos
- Steve "Lips" Kudlow – voz, guitarra
- Ivan Hurd – guitarra
- Glenn Gyorffy – bajo
- Robb Reiner – batería